# Vincenzo Spisanelli
Vincenzo Spisanelli (Orta San Giulio, 1595 – Bologna, 1662) è stato un pittore italiano del periodo barocco, attivo principalmente a Bologna.
Spisanelli nacque in Piemonte. Allievo di Denis Calvaert a Bologna, lavorò anche nelle città di Ferrara, Imola e Modena e in Lombardia.
Sopravvisse alla peste del 1630 ma non a sua moglie, e fu afflitto da malinconia per il resto della sua vita. Fu prolifico nella pittura di pale d'altare. Venne soprannominatoe Lo Spisanelli o Pisanelli, Spisano o Spisani. Il suo unico figlio, il pittore Giulio Spisanelli, spirò pochi anni prima del padre.
Morì a Bologna nel 1662.